# سسک نیزار خاور دور
سسک نیزار خاور دور یا سسک نیزار خاوری (نام علمی: Acrocephalus orientalis) نام یک گونه از سرده سسک‌های نیزار است.
دامنه پراکنش زادآوری مناطق جنوب سیبری، مغولستان، شمال، مرکز و شرق چین، کره و ژاپن را می‌پوشاند. زمستان را در شمال شرق هند و سراسر جنوب شرق آسیا تا فیلیپین و اندونزی، و گاهی تا گینه نو و استرالیا می‌رسد. به‌طور سرگردان در کویت و فلسطین اشغالی دیده شد.

## نگارخانه

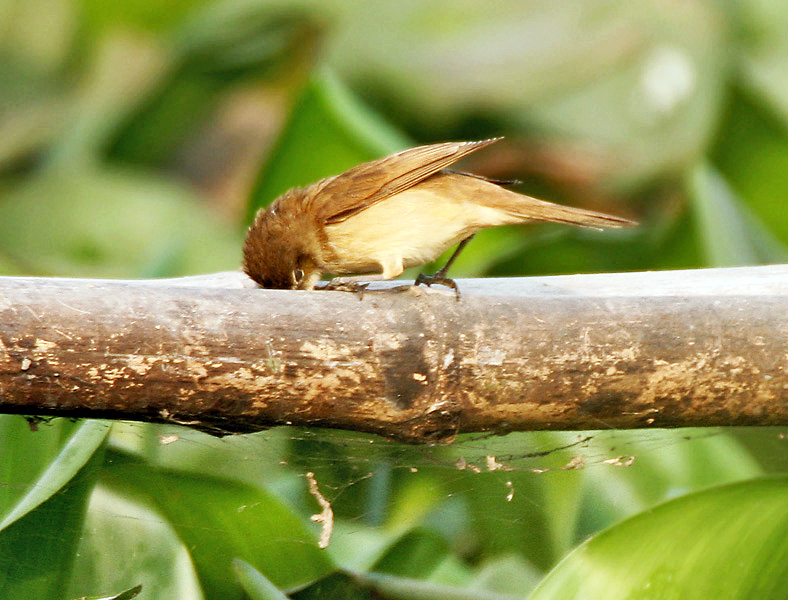
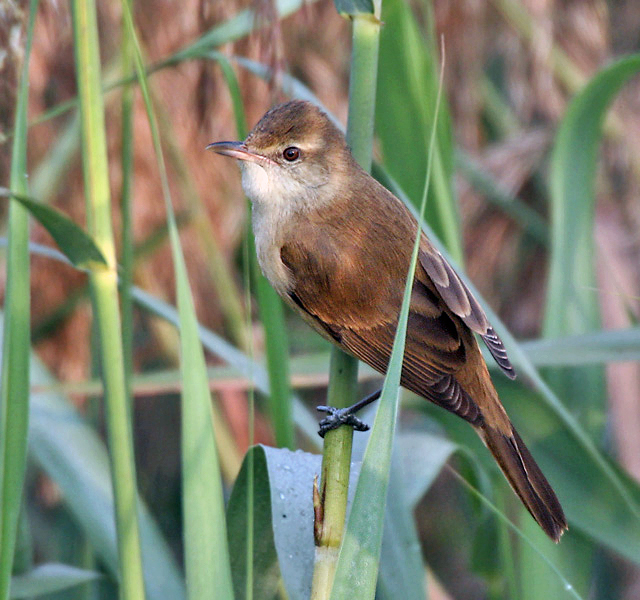
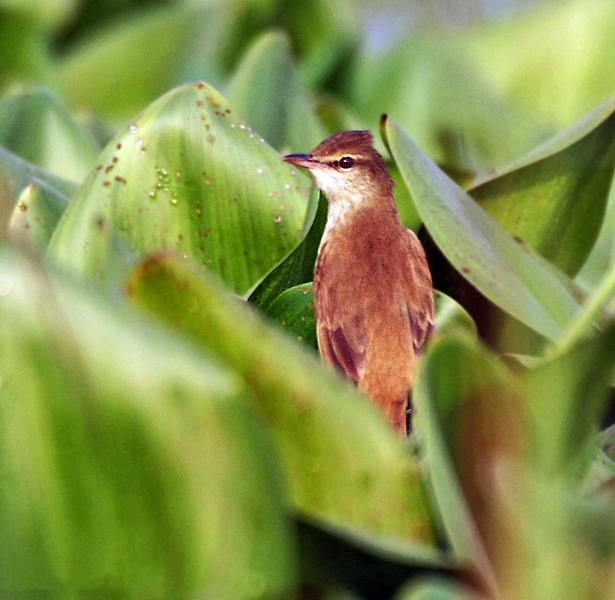
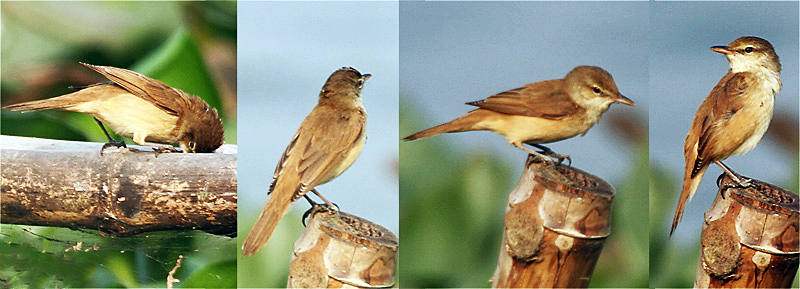
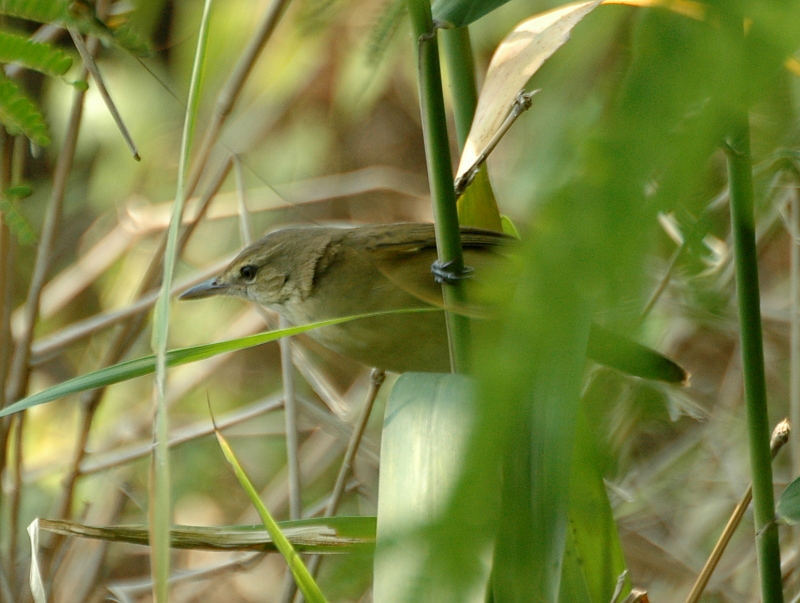